# Seznam katastrálních území v okrese Náchod
V této tabulce je uveden kompletní výčet katastrálních území Okresu Náchod, včetně rozlohy a sídel, které na nich leží.
| Název KÚ                        | Sídla                                                                | Obec                  | km2   |
| ------------------------------- | -------------------------------------------------------------------- | --------------------- | ----- |
| A                               | A                                                                    | A                     |       |
| Babí u Náchoda                  | Babí                                                                 | Náchod                | 2,16  |
| Běloves                         | Běloves                                                              | Náchod                | 3,69  |
| Bělý                            | Bělý                                                                 | Machov                | 6,54  |
| Benešov u Broumova              | Benešov                                                              | Broumov               | 2,7   |
| Bezděkov nad Metují             | Bezděkov nad Metují                                                  | Bezděkov nad Metují   | 5,15  |
| Blažkov u Slavoňova             | Blažkov                                                              | Slavoňov              | 1,43  |
| Bohdašín                        | Bohdašín                                                             | Teplice nad Metují    | 3,14  |
| Bohdašín nad Olešnicí           | Bohdašín                                                             | Červený Kostelec      | 1,31  |
| Bohuslavice nad Metují          | Bohuslavice                                                          | Bohuslavice           | 14,14 |
| Borová                          | Borová                                                               | Borová                | 3,07  |
| Božanov                         | Božanov, Studená Voda                                                | Božanov               | 19,2  |
| Bražec                          | Bražec                                                               | Náchod                | 2,24  |
| Brod nad Labem                  | Brod                                                                 | Heřmanice             | 3,37  |
| Broumov                         | Broumov, Kolonie 5. května, Nové Město, Olivětín, Poříčí             | Broumov               | 3,05  |
| Brzice                          | Běluň, Brzice, Žďár                                                  | Brzice                | 6,18  |
| Březová u Broumova              | Březová                                                              | Meziměstí             | 0,98  |
| Bukovice                        | Bukovice                                                             | Bukovice              | 2,44  |
| Bystré u Stárkova               | Bystré                                                               | Stárkov               | 5,25  |
| Čáslavky                        | Čáslavky                                                             | Dolany                | 4,45  |
| Černčice                        | Černčice                                                             | Černčice              | 5,65  |
| Červená Hora                    | Červená Hora                                                         | Červená Hora          | 2,1   |
| Červený Kostelec                | Červený Kostelec                                                     | Červený Kostelec      | 6,09  |
| Česká Čermná                    | Česká Čermná                                                         | Česká Čermná          | 8,91  |
| Česká Metuje                    | Česká Metuje                                                         | Česká Metuje          | 2,02  |
| Česká Skalice                   | Česká Skalice, Spyta                                                 | Česká Skalice         | 7,13  |
| Dědov                           | Dědov                                                                | Teplice nad Metují    | 1,83  |
| Dlouhé                          | Dlouhé, Rzy                                                          | Nový Hrádek           | 3,72  |
| Dobrošov                        | Dobrošov                                                             | Náchod                | 3,98  |
| Dolany u Jaroměře               | Dolany, Sebuč                                                        | Dolany                | 6,04  |
| Dolní Adršpach                  | Dolní Adršpach                                                       | Adršpach              | 11,65 |
| Dolní Radechová                 | Dolní Radechová                                                      | Dolní Radechová       | 4,2   |
| Dolní Teplice                   | Dolní Teplice                                                        | Teplice nad Metují    | 3,86  |
| Dolsko                          | Dolsko                                                               | Nahořany              | 2,06  |
| Domkov                          | Šeřeč                                                                | Provodov-Šonov        | 3,81  |
| Doubravice u České Skalice      | Doubravice u České Skalice                                           | Rychnovek             | 3,49  |
| Harcov                          | Žďár                                                                 | Brzice                | 1,9   |
| Hejtmánkovice                   | Hejtmánkovice                                                        | Hejtmánkovice         | 13,02 |
| Heřmanice nad Labem             | Běluň, Heřmanice                                                     | Heřmanice             | 1,91  |
| Heřmánkovice                    | Heřmánkovice, Janovičky                                              | Heřmánkovice          | 18,85 |
| Hlavňov                         | Hlavňov                                                              | Police nad Metují     | 4,36  |
| Hony                            | Hony, Pěkov                                                          | Police nad Metují     | 2,93  |
| Horní Adršpach                  | Horní Adršpach                                                       | Adršpach              | 8,06  |
| Horní Dolce                     | Horní Dolce, Vestec                                                  | Zaloňov               | 2,74  |
| Horní Dřevíč                    | Horní Dřevíč                                                         | Stárkov               | 3,41  |
| Horní Kostelec                  | Horní Kostelec                                                       | Červený Kostelec      | 3,97  |
| Horní Radechová                 | Horní Radechová                                                      | Horní Radechová       | 4,03  |
| Horní Rybníky                   | Horní Rybníky                                                        | Zábrodí               | 3,38  |
| Horní Teplice                   | Horní Teplice                                                        | Teplice nad Metují    | 6,1   |
| Hořenice                        | Hořenice                                                             | Hořenice              | 3,27  |
| Hořičky                         | Hořičky, Nový Dvůr                                                   | Hořičky               | 2,6   |
| Hronov                          | Hronov                                                               | Hronov                | 4,33  |
| Hustířany                       | Hustířany                                                            | Velichovky            | 4,49  |
| Hynčice u Broumova              | Hynčice                                                              | Hynčice               | 2,9   |
| Chlístov u Hořiček              | Chlístov                                                             | Hořičky               | 1,85  |
| Chlívce                         | Chlívce                                                              | Stárkov               | 2,72  |
| Chvalkovice v Čechách           | Chvalkovice                                                          | Chvalkovice           | 3,28  |
| Janovičky u Broumova            | Janovičky                                                            | Heřmánkovice          | 1,08  |
| Jaroměř                         | Cihelny, Dolní Dolce, Jakubské Předměstí, Jaroměř, Pražské Předměstí | Jaroměř               | 11,83 |
| Jasenná                         | Jasenná                                                              | Jasenná               | 12,72 |
| Javor u Teplic nad Metují       | Javor                                                                | Teplice nad Metují    | 3     |
| Jestřebí nad Metují             | Jestřebí                                                             | Jestřebí              | 4,29  |
| Jetřichov                       | Jetřichov                                                            | Jetřichov             | 9,25  |
| Jezbiny                         | Jezbiny                                                              | Jaroměř               | 1,08  |
| Jizbice u Náchoda               | Jizbice                                                              | Náchod                | 2,72  |
| Josefov u Jaroměře              | Josefov                                                              | Jaroměř               | 2,85  |
| Kleny                           | Kleny                                                                | Provodov-Šonov        | 3,22  |
| Krabčice                        | Krabčice                                                             | Dolany                | 2,59  |
| Kramolna                        | Kramolna                                                             | Kramolna              | 1,33  |
| Krčín                           | Krčín                                                                | Nové Město nad Metují | 5,99  |
| Křinice                         | Křinice                                                              | Křinice               | 16,45 |
| Křižanov u Mezilečí             | Křižanov, Mečov                                                      | Hořičky               | 2,21  |
| Lachov                          | Lachov                                                               | Teplice nad Metují    | 4,09  |
| Lhota pod Hořičkami             | Lhota pod Hořičkami                                                  | Lhota pod Hořičkami   | 2,22  |
| Lhota u Nahořan                 | Doubravice, Lhota                                                    | Nahořany              | 4,31  |
| Lhota za Červeným Kostelcem     | Lhota za Červeným Kostelcem                                          | Červený Kostelec      | 3,78  |
| Lhotky                          | Lhotky                                                               | Kramolna              | 1,17  |
| Libchyně                        | Libchyně                                                             | Libchyně              | 1,19  |
| Libná                           | Zdoňov                                                               | Teplice nad Metují    | 4,67  |
| Lipí u Náchoda                  | Lipí                                                                 | Náchod                | 3,72  |
| Litoboř                         | Litoboř                                                              | Litoboř               | 3,51  |
| Machov                          | Machov                                                               | Machov                | 4,58  |
| Machovská Lhota                 | Machovská Lhota                                                      | Machov                | 3,81  |
| Malá Bukovina u Chvalkovic      | Malá Bukovina, Výhled                                                | Chvalkovice           | 1,87  |
| Malá Čermná                     | Malá Čermná                                                          | Hronov                | 0,92  |
| Malá Skalice                    | Malá Skalice                                                         | Česká Skalice         | 2,63  |
| Malé Poříčí                     | Malé Poříčí                                                          | Náchod                | 2,03  |
| Maršov nad Metují               | Maršov nad Metují                                                    | Velké Petrovice       | 1,48  |
| Martínkovice                    | Martínkovice                                                         | Martínkovice          | 14,16 |
| Městec u Nahořan                | Městec                                                               | Nahořany              | 2,37  |
| Městská Kramolna                | Kramolna                                                             | Kramolna              | 0,89  |
| Metujka                         | Česká Metuje, Vlásenka                                               | Česká Metuje          | 4,73  |
| Mezilečí                        | Mezilečí                                                             | Mezilečí              | 4,38  |
| Mezilesí u Náchoda              | Mezilesí                                                             | Mezilesí              | 2,36  |
| Meziměstí                       | Meziměstí, Starostín                                                 | Meziměstí             | 4,46  |
| Miskolezy                       | Miskolezy                                                            | Chvalkovice           | 2,42  |
| Nahořany nad Metují             | Nahořany                                                             | Nahořany              | 5,41  |
| Náchod                          | Náchod                                                               | Náchod                | 7,89  |
| Neznášov                        | Neznášov                                                             | Rožnov                | 3,1   |
| Nízká Srbská                    | Nízká Srbská                                                         | Machov                | 4,46  |
| Nové Město nad Metují           | Nové Město nad Metují                                                | Nové Město nad Metují | 7,27  |
| Nový Hrádek                     | Krahulčí, Nový Hrádek                                                | Nový Hrádek           | 7,68  |
| Nový Ples                       | Nový Ples                                                            | Nový Ples             | 7,09  |
| Olešnice u Červeného Kostelce   | Olešnice                                                             | Červený Kostelec      | 5,96  |
| Otovice u Broumova              | Otovice                                                              | Otovice               | 10,59 |
| Pavlišov                        | Pavlišov                                                             | Náchod                | 2,89  |
| Pěkov                           | Pěkov                                                                | Police nad Metují     | 6,33  |
| Police nad Metují               | Police nad Metují                                                    | Police nad Metují     | 3,61  |
| Posadov                         | Posadov                                                              | Mezilečí              | 0,81  |
| Proruby                         | Komárov, Proruby                                                     | Brzice                | 2,38  |
| Provodov                        | Provodov, Václavice                                                  | Provodov-Šonov        | 2,67  |
| Přibyslav nad Metují            | Přibyslav                                                            | Přibyslav             | 3,5   |
| Radešov nad Metují              | Radešov                                                              | Police nad Metují     | 1,28  |
| Rasošky                         | Dolní Ples t. Vodní Ples, Rasošky                                    | Rasošky               | 5,51  |
| Ratibořice u České Skalice      | Ratibořice                                                           | Česká Skalice         | 2,9   |
| Rokytník                        | Rokytník                                                             | Hronov                | 6,17  |
| Roztoky nad Metují              | Roztoky                                                              | Šestajovice           | 1,35  |
| Rožmitál                        | Rožmitál                                                             | Broumov               | 8,3   |
| Rožnov                          | Rožnov                                                               | Rožnov                | 2,32  |
| Rtyně                           | Rtyně                                                                | Zaloňov               | 3,03  |
| Ruprechtice u Broumova          | Ruprechtice                                                          | Meziměstí             | 12,37 |
| Rychnovek                       | Rychnovek                                                            | Rychnovek             | 5,21  |
| Řešetova Lhota                  | Bakov, Řešetova Lhota                                                | Studnice              | 2,89  |
| Říkov                           | Říkov                                                                | Říkov                 | 2,47  |
| Semonice                        | Semonice                                                             | Jaroměř               | 3,85  |
| Sendraž                         | Sendraž                                                              | Sendraž               | 1,85  |
| Skalka u České Metuje           | Skalka                                                               | Česká Metuje          | 2,94  |
| Skály u Teplic nad Metují       | Skály                                                                | Teplice nad Metují    | 4,51  |
| Slatina nad Úpou                | Slatina nad Úpou                                                     | Slatina nad Úpou      | 10,11 |
| Slavětín nad Metují             | Slavětín nad Metují                                                  | Slavětín nad Metují   | 5,55  |
| Slavíkov u Náchoda              | Slavíkov                                                             | Horní Radechová       | 1,52  |
| Slavný                          | Slavný                                                               | Suchý Důl             | 3,69  |
| Slavoňov                        | Slavoňov                                                             | Slavoňov              | 2,5   |
| Slotov                          | Slotov                                                               | Heřmanice             | 1,65  |
| Spy                             | Spy                                                                  | Nové Město nad Metují | 3,32  |
| Spyta                           | Spyta                                                                | Česká Skalice         | 0,54  |
| Staré Město nad Metují          | Staré Město nad Metují                                               | Náchod                | 2,01  |
| Starkoč u Vysokova              | Starkoč                                                              | Studnice              | 1,97  |
| Stárkov                         | Stárkov, Vápenka                                                     | Stárkov               | 5,14  |
| Starý Ples                      | Starý Ples                                                           | Jaroměř               | 4,33  |
| Stolín                          | Mstětín, Stolín                                                      | Červený Kostelec      | 2,95  |
| Střeziměřice                    | Střeziměřice                                                         | Chvalkovice           | 1,43  |
| Studnice u Náchoda              | Studnice, Zblov                                                      | Studnice              | 2,44  |
| Suchý Důl                       | Suchý Důl                                                            | Suchý Důl             | 9,59  |
| Světlá u Hořiček                | Světlá                                                               | Lhota pod Hořičkami   | 1,94  |
| Svinišťany                      | Svinišťany                                                           | Dolany                | 3,68  |
| Šeřeč                           | Šeřeč                                                                | Provodov-Šonov        | 0,91  |
| Šestajovice u Jaroměře          | Šestajovice                                                          | Šestajovice           | 6,16  |
| Šonov u Broumova                | Šonov                                                                | Šonov                 | 20,74 |
| Šonov u Nového Města nad Metují | Šonov u Nového Města nad Metují                                      | Provodov-Šonov        | 5,57  |
| Teplice nad Metují              | Teplice nad Metují                                                   | Teplice nad Metují    | 11,21 |
| Trubějov                        | Trubějov                                                             | Kramolna              | 3,59  |
| Třtice nad Olešnicí             | Třtice                                                               | Studnice              | 1,42  |
| Újezdec u Hořiček               | Újezdec                                                              | Lhota pod Hořičkami   | 1,76  |
| Velichovky                      | Velichovky                                                           | Velichovky            | 3,48  |
| Velká Bukovina u Chvalkovic     | Kopaniny, Velká Bukovina                                             | Chvalkovice           | 3,32  |
| Velká Jesenice                  | Velká Jesenice                                                       | Velká Jesenice        | 8,85  |
| Velká Ledhuje                   | Velká Ledhuje                                                        | Police nad Metují     | 5,89  |
| Velká Ves u Broumova            | Velká Ves                                                            | Broumov               | 8,22  |
| Velké Petrovice                 | Petrovice, Petrovičky                                                | Velké Petrovice       | 4,65  |
| Velké Poříčí                    | Velké Poříčí                                                         | Velké Poříčí          | 7,45  |
| Velký Dřevíč                    | Velký Dřevíč                                                         | Hronov                | 4,18  |
| Velký Třebešov                  | Velký Třebešov                                                       | Velký Třebešov        | 3,14  |
| Vernéřovice                     | Vernéřovice                                                          | Vernéřovice           | 9,4   |
| Veselice nad Metují             | Veselice                                                             | Velká Jesenice        | 3,3   |
| Vestec u Hořiček                | Hostinka, Vestec, Větrník                                            | Vestec                | 3,93  |
| Vestec u Jaroměře               | Vestec                                                               | Zaloňov               | 1,35  |
| Vižňov                          | Pomeznice, Vižňov                                                    | Meziměstí             | 7,89  |
| Vlkov u Jaroměře                | Vlkov                                                                | Vlkov                 | 5,26  |
| Volovka                         | Volovka                                                              | Velká Jesenice        | 2,58  |
| Vrchoviny                       | Nové Město nad Metují, Vrchoviny                                     | Nové Město nad Metují | 6,55  |
| Vršovka                         | Vršovka                                                              | Vršovka               | 2,17  |
| Všeliby                         | Všeliby                                                              | Studnice              | 1,66  |
| Vysoká Srbská                   | Vysoká Srbská, Závrchy                                               | Vysoká Srbská         | 6,07  |
| Vysokov                         | Vysokov                                                              | Vysokov               | 5,68  |
| Zábrodí                         | Končiny, Zábrodí                                                     | Zábrodí               | 4,84  |
| Zájezd u České Skalice          | Zájezd                                                               | Česká Skalice         | 1,68  |
| Zaloňov                         | Zaloňov                                                              | Zaloňov               | 2,2   |
| Zbečník                         | Zbečník                                                              | Hronov                | 4,8   |
| Zdoňov                          | Zdoňov                                                               | Teplice nad Metují    | 13,63 |
| Zlíč                            | Zlíč                                                                 | Česká Skalice         | 2,48  |
| Zlíčko                          | Zlíčko                                                               | Vysoká Srbská         | 1,37  |
| Zvole                           | Zvole                                                                | Rychnovek             | 2,64  |
| Žabokrky                        | Žabokrky                                                             | Hronov                | 1,64  |
| Žďár nad Metují                 | Žďár nad Metují                                                      | Žďár nad Metují       | 8,16  |
| Žďárky                          | Žďárky                                                               | Žďárky                | 4,59  |
| Žernov u České Skalice          | Rýzmburk, Žernov                                                     | Žernov                | 4,69  |

Celková výměra 851,54 km2